# ستيوارت بيرسون
ستيوارت بيرسون (بالإنجليزية: Stuart Pearson)‏ (21 يونيو 1949 في المملكة المتحدة - ) هو لاعب كرة قدم بريطاني في مركز الهجوم. شارك مع منتخب إنجلترا تحت 21 سنة لكرة القدم ومنتخب إنجلترا لكرة القدم. أما مع النوادي، فقد لعب مع مانشستر يونايتد وهال سيتي ووست هام يونايتد ونورثويتش فيكتوريا.

## مسيرته الكروية
لعب ستيوارت بيرسون خلال مسيرته الاحترافية مع 3 أندية في أربعة عشر موسمًا وسجل خلالها 105 هدف ضمن 302 مباراة. حيث فاز في موسمين بالكأس ولم يفز بأي دوري.
خاض ستيوارت بيرسون مسيرته مع نادي هال سيتي في موسم 1968–69 ليلعب معه ستة مواسم، مشاركًا في 129 مباراة سجل خلالها 44 هدفًا. ثم انتقل إلى نادي مانشستر يونايتد في موسم 1974–75 ليلعب معه خمسة مواسم، حيث شارك في 139 مباراة سجل خلالها 55 هدفًا. لينتقل بعدها إلى نادي وست هام يونايتد في موسم 1979–80 واستمر معه طيلة ثلاثة مواسم، مشاركًا في 34 مباراة سجل خلالها 6 أهداف.

## وصلات خارجية
- ستيوارت بيرسون على موقع قاعدة بيانات كرة القدم.إي يو (الإنجليزية)
- ستيوارت بيرسون على موقع ناشيونال فوتبول تيمز (الإنجليزية)